# Die Walküre
Die Walküre [ˈvaːlkyːrə] (WWV 86 B) ist der Titel einer Oper von Richard Wagner. Sie bildet zusammen mit den Opern Das Rheingold, Siegfried und Götterdämmerung das Gesamtwerk Der Ring des Nibelungen. Hierbei handelt es sich um eine Tetralogie, nämlich um ein „Bühnenfestspiel für drei Tage und einen Vorabend“. Die Walküre ist nach dem Vorspiel (Das Rheingold) der erste Tag. Die Uraufführung fand am 26. Juni 1870 im Königlichen Hof- und Nationaltheater München unter der Leitung von Franz Wüllner statt.

## Handlung

### Erster Akt
Im ersten Akt der Walküre sucht Siegmund unter dem Namen Wehwalt bei Sieglinde, der Gattin Hundings, Obdach. Siegmund und Sieglinde sind Zwillinge, von Wotan gezeugt, den sie nur unter dem Namen Wälse kennen. Da Sieglinde schon früh geraubt und Hunding zur Ehe gegeben wurde („…ein Weib, das ungefragt Schächer ihm schenkten zur Frau“), erkennen die Zwillingsgeschwister einander zunächst nicht.
Heimgekehrt erfragt Hunding die Herkunft des Gastes und stellt fest, dass Siegmund ausgerechnet jenem verhassten „wilden Geschlecht“ angehört, das er soeben – erfolglos – gejagt hat, um „Sühne zu nehmen für Sippenblut“, nur um nun des „flücht’gen Frevlers Spur im eignen Haus zu erspähn“. Zwar zwingt ihn das Gastrecht, Siegmund für die Nacht zu beherbergen, doch bestimmt er, dass am anderen Morgen der Zweikampf zwischen ihm und Siegmund entscheiden solle.
Hunding legt sich schlafen (Sieglinde: „ich würzt ihm betäubenden Trank“). Sieglinde schleicht sich zu Siegmund und erzählt ihm von dem Schwert im Stamm der mitten im Saal stehenden Esche, das von einem mysteriösen Fremden eines Tages dort hineingestoßen worden war und nur demjenigen bestimmt sei, der es herauszuziehen vermöchte, was bisher jedoch noch niemandem gelungen ist. Siegmund nennt das Schwert Notung (in Partitur und Klavierauszug „Nothung“ geschrieben), da er es sich in der größten Not gewinnt, und zieht es voll Begeisterung aus dem Stamm. Die Geschwister erkennen einander, sie glühen in Liebe zueinander. In der inzestuösen Vereinigung der Geschwister („so blühe denn Wälsungenblut“) wird Siegfried gezeugt.

### Zweiter Akt
Der zweite Akt versetzt uns in göttliche Sphären. Zwischen Wotan und Fricka, Wotans Frau, entspinnt sich ein heftiger Streit.
Wotans Plan, den er am Ende des Rheingolds gefasst hatte, war inzwischen weiter umgesetzt worden. Im Kampf gefallene Helden werden von den neun Walküren, Wotans Töchtern, auf die von den Riesen errichtete Burg Walhall gebracht, um Wotans Armee zu bilden und den befürchteten Angriff Alberichs auf die Herrschaft der Götter abzuwehren. Zudem will Wotan verhindern, dass Alberich wieder in den Besitz des Ringes gelangte („dann wäre Walhall verloren“). Er selbst darf aber gegen Fafner, der Goldschatz und Ring in Gestalt eines Drachen hütet, nicht antreten („mit dem ich vertrug, den darf ich nicht treffen“); so wünscht er sich einen unabhängigen Helden, der den Ring für ihn zurückgewinnen könnte. In dieser Rolle sieht er Siegmund. Lieblingstochter Brünnhilde soll diesem im bevorstehenden Kampf mit Hunding beistehen und zum Sieg verhelfen.

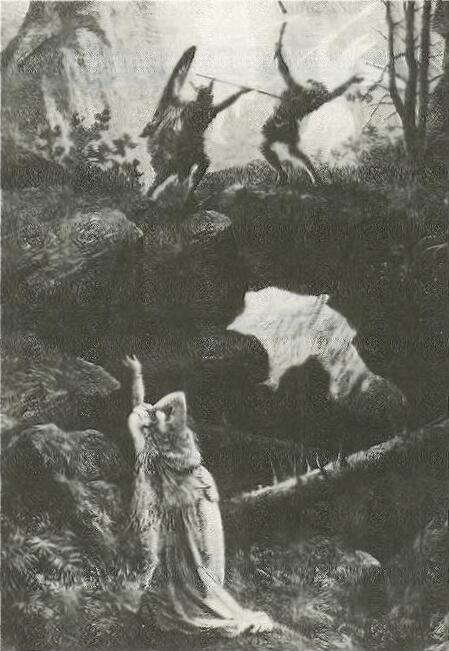
Hunding tötet Siegmund

Fricka verlangt nun jedoch von Wotan, im Zweikampf für Hunding einzutreten, weil Hunding Opfer eines Ehebruchs – noch dazu eines inzestuösen – geworden sei. Wotan, der Wahrer der göttlichen Ordnung, so argumentiert sie, könne diesen Ehebruch nicht ungestraft lassen. Wotan versucht sich herauszuwinden, indem er darauf verweist, dass Siegmund als freier Mann selber in der Lage sein müsse, die Situation zu bewältigen, aber Fricka durchschaut ihn – er, Wotan, habe Siegmund in diese Notsituation überhaupt erst gebracht und ihm auch das Schwert, das ihn retten soll, zugespielt. Fricka fordert und erhält am Ende den Eid Wotans, Siegmund im Kampf zu fällen (Fricka: „Der Wälsung fällt meiner Ehre!“).
Als Brünnhilde kurz darauf zu Wotan zurückkehrt und ihn zutiefst erschüttert vorfindet, gelingt es ihr, Wotan zum Reden zu bringen (Wotan: „… mit mir nur rat ich, red ich zu dir“). Er offenbart ihr die Vorgeschichte des Ringes, dass ihn die Erdgöttin Erda warnte, er jedoch die Warnung in den Wind schlug, und was ihm jetzt daraus erwuchs („In eigner Fessel fing ich mich, ich Unfreiester aller!“).
Als Brünnhilde schließlich von Wotan den Auftrag erhält, das Kampfeslos zu Gunsten Hundings zu wenden, ist sie niedergeschlagen. Sie erscheint Siegmund in der vierten Szene des zweiten Akts, der sogenannten Todesverkündung. Tief gerührt stellt sie fest, dass Siegmund nur an Sieglinde hängt und nichts von den Wonnen Walhalls, dem Traum aller Helden, wissen will. Sie beschließt, sich Wotans Befehl zu widersetzen und Siegmund zu helfen. Erzürnt greift Wotan selbst in das Kampfesgeschehen ein. Siegmund fällt, da Wotans Speer sein Schwert zerschlägt. Grimmig beauftragt Wotan Hunding, Fricka den Verlauf des Kampfes zu schildern, und tötet ihn durch einen „verächtlichen Handwink“. Dann nimmt er die Verfolgung Brünnhildes auf, die mit der verzweifelten Sieglinde auf der Flucht zum Walkürenfelsen ist.

### Dritter Akt

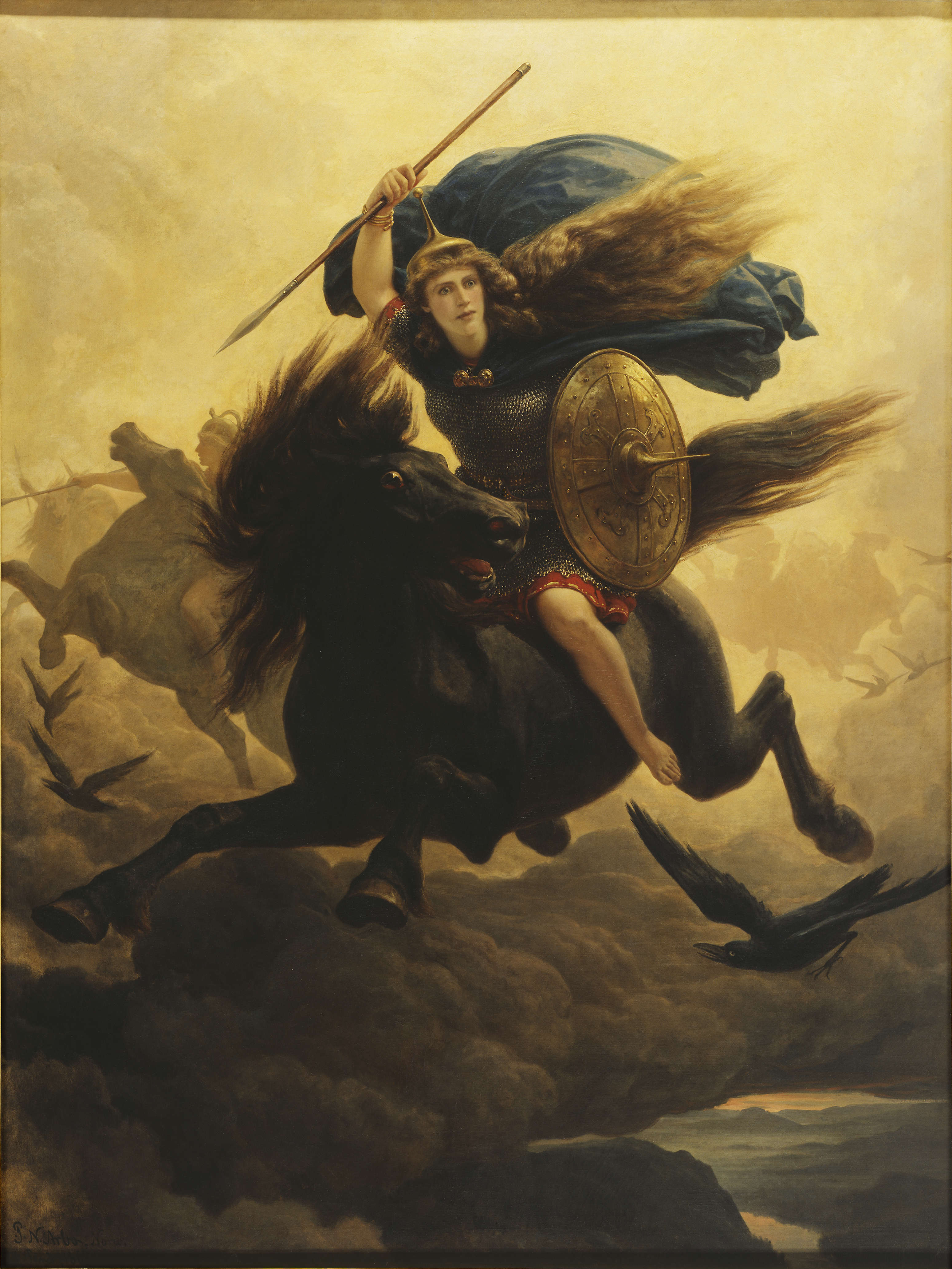
Walküren (Valkyrien), Gemälde von Peter Nicolai Arbo, 1865

Auf dem Walkürenfelsen treffen sich alle Töchter Wotans, die Walküren, um gemeinsam mit den im Kampf gefallenen Helden, die sie gesammelt haben, nach Walhall zu ziehen. Das wohl bekannteste Musikstück aus dem Ring des Nibelungen, der Ritt der Walküren, erklingt als Vorspiel und Anfang dieser Szene.
Wotan verfolgt die rebellische Brünnhilde, um sie für ihren Ungehorsam zu bestrafen. Brünnhilde gelingt es noch, Sieglinde den Weg zur Flucht zu weisen, wobei sie der lebensmüden Frau auch verkündet, dass sie einen Sohn gebären wird („den hehrsten Helden der Welt hegst du, o Weib, im schirmenden Schoß!“). Das Schwert Siegmunds, das bei dem Zweikampf zerbrach, gibt sie ihr für diesen Sohn als väterliches Erbteil mit. In überschwänglichem Jubel über das verheißene Liebespfand, das in ihr heranwächst, flieht Sieglinde.
Brünnhilde dagegen stellt sich dem Zorn Wotans, der ihr die härteste Strafe verkündet: dass sie fortan nicht mehr als göttliche Walküre existieren wird. Zum Menschen degradiert, als „Weib“, soll sie dem erstbesten Manne folgen, der sie aus dem „wehrlosen Schlaf“ weckt, in den Wotan sie versetzen wird, und fortan das öde Leben einer Hausfrau führen („… dem herrischen Manne gehorcht sie fortan, am Herde sitzt sie und spinnt, aller Spottenden Ziel und Spiel“). Brünnhilde weist Wotan darauf hin, dass seine Weisung an sie, da er Siegmund ja liebe, immer war, ihn zu schützen, und dass seine widersprüchliche Rücknahme dieser Weisung lediglich darauf beruhe, dass Fricka ihn mit ihren Argumenten sich selbst entfremdet habe. Sie wagt den Vorschlag, dass Wotan ein Feuer um den Berg legen möge, auf den er sie schlafend verbannen will, um ihr die Schmach zu ersparen, womöglich „dem feigsten Manne zur leichten Beute“ zu werden. Sie erreicht die Zusage Wotans, dass nur ein Held (wobei sie an den künftigen Sohn Sieglindes denkt), der furchtlos das Feuer durchbrechen kann, sie erwecken werde. Wotan nimmt bewegt Abschied von seiner Lieblingstochter, sieht ihr zum letzten Mal in die Augen und küsst die Gottheit von ihr. Dann befiehlt er Loge, den Fels mit Feuer zu umgeben, und bestimmt: „Wer meines Speeres Spitze fürchtet, durchschreite das Feuer nie!“

## Gestaltung

### Instrumentation
- Holzblasinstrumente: vier Flöten, davon eine bis zwei Piccoloflöten; vier Oboen, eine auch Englischhorn; drei Klarinetten, eine auch Bassklarinette; drei Fagotte, davon eines auch Kontrafagott
- Blechblasinstrumente: acht Hörner, davon vier Wagnertuben; drei Trompeten, davon eine auch Basstrompete; vier Posaunen; eine Kontrabasstuba
- Schlagwerk: zwei Paar Pauken; ein Triangel; ein Paar Becken; eine Rührtrommel; ein Glockenspiel
- sechs Harfen
- Streicher: je sechzehn erste und zweite Geigen, zwölf Bratschen, zwölf Violoncelli, acht Kontrabässe

## Partitur
Das Werk ist im Verlag Schott, Mainz (Richard-Wagner-Gesamtausgabe) erschienen. Das Autograph der Partitur ist seit dem Zweiten Weltkrieg verschollen.

## Spieldauer (am Beispiel der Bayreuther Festspiele)
Bei den Bayreuther Festspielen war es üblich, die Länge der einzelnen Aufzüge zu dokumentieren, jedoch wurden dort nicht alle Jahre erfasst und mitunter auch nicht alle Akte. Die hier genannten Angaben umfassen nur die Jahre und die Dirigenten, für die alle drei Akte dokumentiert wurden. Die Länge der Akte unterschied sich auch beim gleichen Dirigenten von Jahr zu Jahr und Aufführung zu Aufführung. Einfluss auf die Dauer hatten auch die Art der Stimme und das Temperament der Sänger.
| Die Walküre    | 1. Akt      | 1. Akt           | 2. Akt      | 2. Akt                      | 3. Akt      | 3. Akt                        | Gesamtdauer | Gesamtdauer         |
| -------------- | ----------- | ---------------- | ----------- | --------------------------- | ----------- | ----------------------------- | ----------- | ------------------- |
| Die Walküre    | Std.        | Dirigent         | Std.        | Dirigent                    | Std.        | Dirigent                      | Std.        | Dirigent            |
| Kürzeste Dauer | 1:00        | Otmar Suitner    | 1:23        | Lorin Maazel, Otmar Suitner | 1:04        | Otmar Suitner, Clemens Krauss | 3:27        | Otmar Suitner       |
| Längste Dauer  | 1:07        | Siegfried Wagner | 1:36        | Hans Knappertsbusch         | 1:15        | Franz von Hoeßlin             | 3:53        | Hans Knappertsbusch |
| Spannweite *   | 0:07 (12 %) | 0:07 (12 %)      | 0:13 (16 %) | 0:13 (16 %)                 | 0:11 (17 %) | 0:11 (17 %)                   | 0:26 (13 %) | 0:26 (13 %)         |

* Prozente bezogen auf die kürzeste Dauer
| Jahr | Dirigent            | 1. Akt | 2. Akt | 3. Akt | Gesamtdauer |
| ---- | ------------------- | ------ | ------ | ------ | ----------- |
| 1876 | Hans Richter        | 1:02   | 1:27   | 1:10   | 3:39        |
| 1896 | Felix Mottl         | 1:06   | 1:32   | 1:10   | 3:48        |
| 1896 | Siegfried Wagner    | 1:07   | 1:30   | 1:07   | 3:44        |
| 1897 | Hans Richter        | 1:03   | 1:27   | 1:09   | 3:39        |
| 1904 | Franz Beidler       | 1:02   | 1:28   | 1:06   | 3:36        |
| 1909 | Michael Balling     | 1:05   | 1:27   | 1:07   | 3:39        |
| 1927 | Franz von Hoeßlin   | 1:06   | 1:30   | 1:15   | 3:51        |
| 1930 | Karl Elmendorff     | 1:01   | 1:28   | 1:09   | 3:38        |
| 1934 | Heinz Tietjen       | 1:05   | 1:29   | 1:13   | 3:47        |
| 1936 | Wilhelm Furtwängler | 1:05   | 1:26   | 1:07   | 3:38        |
| 1951 | Herbert von Karajan | 1:02   | 1:27   | 1:07   | 3:36        |
| 1951 | Hans Knappertsbusch | 1:05   | 1:36   | 1:12   | 3:53        |
| 1952 | Joseph Keilberth    | 1:03   | 1:24   | 1:07   | 3:34        |
| 1953 | Clemens Krauss      | 1:01   | 1:24   | 1:04   | 3:29        |
| 1960 | Rudolf Kempe        | 1:02   | 1:28   | 1:11   | 3:41        |
| 1964 | Berislav Klobučar   | 1:03   | 1:27   | 1:07   | 3:37        |
| 1965 | Karl Böhm           | 1:01   | 1:24   | 1:05   | 3:30        |
| 1966 | Otmar Suitner       | 1:00   | 1:23   | 1:04   | 3:27        |
| 1968 | Lorin Maazel        | 1:04   | 1:23   | 1:05   | 3:32        |
| 1970 | Horst Stein         | 1:02   | 1:26   | 1:05   | 3:33        |

## Uraufführung
Die Sänger und Darsteller in der Uraufführung 1870 waren:
- Brünnhilde: Sophie Stehle
- Fricka: Anna Kaufmann
- Hunding: Kaspar Bausewein
- Sieglinde: Therese Vogl
- Siegmund: Heinrich Vogl
- Wotan: August Kindermann

## Aufnahmen (Auswahl)

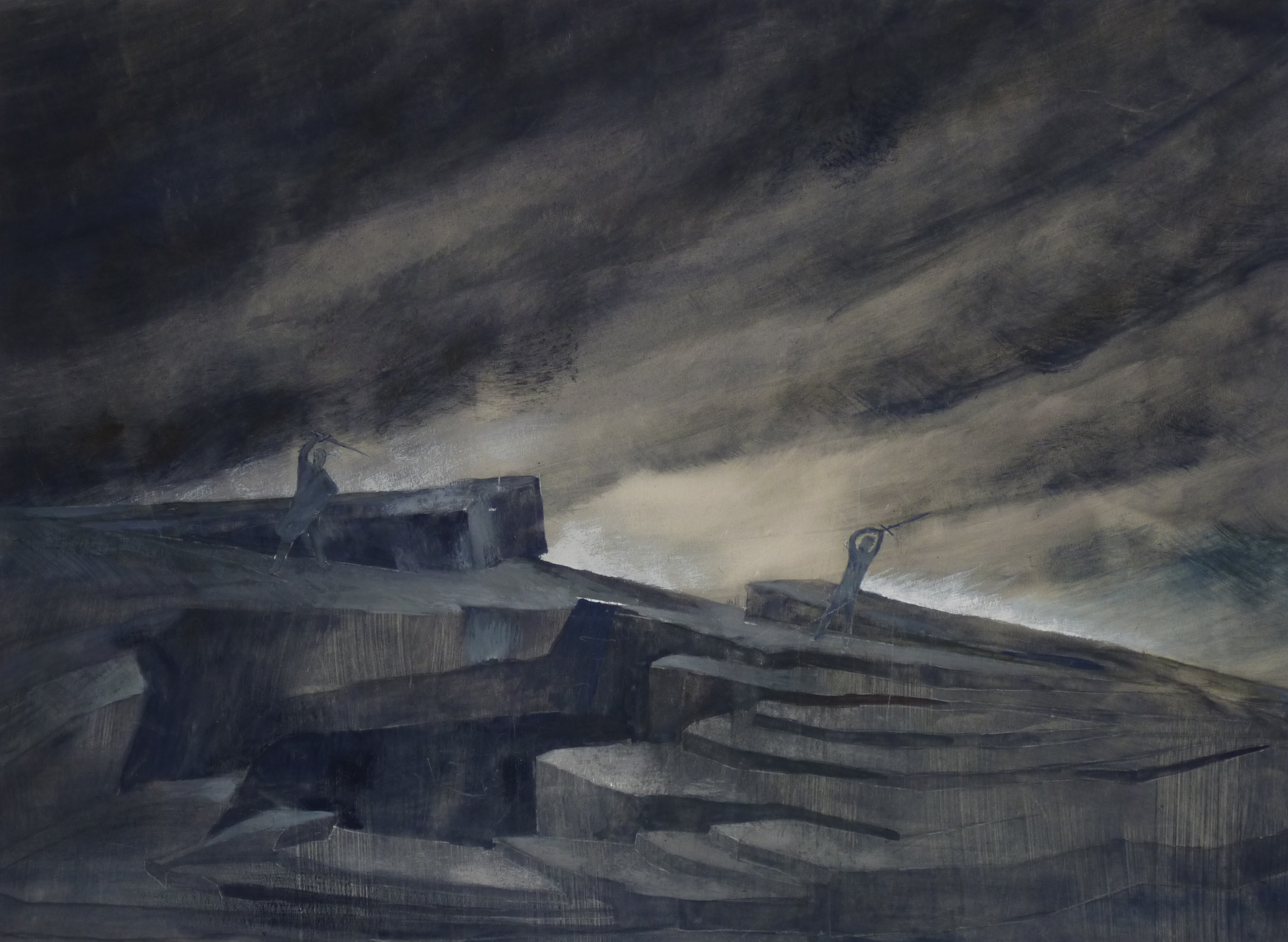
Bühnenbildentwurf von Helmut Jürgens für „Die Walküre“, Aufführung Bayer. Staatsoper München 1952

- 1935 (1. Aufzug): Wiener Philharmoniker, Dirigent: Bruno Walter, Solisten: Lauritz Melchior, Lotte Lehmann, Hans Hotter, Emanuel List (EMI)
- 1937: London Philharmonic Orchestra im Covent Garden, Dirigent: Wilhelm Furtwängler, Solisten: Herbert Janssen, Kirsten Flagstad, Lauritz Melchior, Maria Müller, Linda Seymore
- 1940: Orchester der Metropolitan Opera New York, Dirigent: Erich Leinsdorf, Solisten: Julius Huen, Marjorie Lawrence, Lauritz Melchior, Kirsten Flagstad, Karin Branzell, Emanuel List (Sony)
- 1941: Orchester der Metropolitan Opera New York, Dirigent: Erich Leinsdorf, Solisten: Friedrich Schorr, Helen Traubel, Lauritz Melchior, Astrid Varnay (Bühnendebüt!), Kerstin Thorborg, Alexander Kipnis (Myto)
- 1953: Orchestra Sinfonica della Radio Italiana (Rom), Dirigent: Wilhelm Furtwängler, Solisten: Ferdinand Frantz, Martha Mödl, Wolfgang Windgassen, Gustav Neidlinger (EMI)
- 1954: Wiener Philharmoniker, Dirigent: Wilhelm Furtwängler, Solisten: Ferdinand Frantz, Martha Mödl, Ludwig Suthaus, Leonie Rysanek, Margarete Klose, Gottlob Frick
- 1955: Orchester der Bayreuther Festspiele, Dirigent: Joseph Keilberth, Solisten: Hans Hotter, Astrid Varnay, Ramón Vinay, Gré Brouwenstijn, Georgine von Milinkovic, Josef Greindl u. a.
- 1956: Orchester der Bayreuther Festspiele, Dirigent: Hans Knappertsbusch, Solisten: Hans Hotter, Astrid Varnay, Wolfgang Windgassen, Josef Greindl, Gustav Neidlinger u. a. (Orfeo)
- 1961: London Symphony Orchestra, Dirigent: Erich Leinsdorf, Solisten: George London, Birgit Nilsson, Jon Vickers, Gré Brouwenstijn, Rita Gorr, David Ward (Decca)
- 1965: Wiener Philharmoniker, Dirigent: Georg Solti, Solisten: Hans Hotter, Birgit Nilsson, James King, Régine Crespin, Christa Ludwig, Gottlob Frick (Decca)
- 1966: Berliner Philharmoniker, Dirigent: Herbert von Karajan, Solisten: Thomas Stewart, Régine Crespin, Jon Vickers, Gundula Janowitz, Josephine Veasey, Martti Talvela (DGG)
- 1967: Orchester der Bayreuther Festspiele, Dirigent: Karl Böhm, Solisten: Theo Adam, Birgit Nilsson, James King, Leonie Rysanek, Annelies Burmeister, Gerd Nienstedt (Philips)

## Rezeption
Viele spätere literarische und auch andere Werke haben auf die Oper intertextuellen Bezug genommen, darunter etwa der Roman Seit ich zuerst sie sah (1889) des späteren Literaturnobelpreisträgers Karl Gjellerup.